# Huisnijverheid
Huisnijverheid, huisarbeid, thuiswerken of thuisnijverheid omvat professionele activiteiten die in het eigen huis worden uitgevoerd, soms door een persoon, maar soms ook door het gehele gezin. Het kan in loondienst of als zelfstandige in opdracht gebeuren.
Omdat het moeilijk te controleren valt hoeveel tijd besteed is aan het thuiswerk, is er meestal geen sprake van een uurloon maar krijgt de thuiswerker vaak een stukloon: een bepaalde vergoeding per afgeleverd product. Dit stukloon is soms zo laag dat zelfs als de thuiswerker hard doorwerkt het per uur minder is dan het minimumloon. Doordat in het verleden een grote groep vrouwen toch wel veel thuis waren voor onder andere de kinderen was thuiswerk iets wat traditioneel vooral door vrouwen werd gedaan. Bij thuiswerk kan gedacht worden aan het inpakken van spullen en eenvoudig assemblagewerk. Ook garnalen pellen was vroeger vaak thuiswerk, maar door gewijzigde eisen met betrekking tot de hygiëne mag dat niet meer.
Door digitalisering eind 20e en begin 21e eeuw kan veel kantoorwerk ook thuis gedaan worden. Dit "thuiswerken" wordt ook wel telewerk genoemd, omdat er meestal voortdurend gebruik gemaakt wordt van telecommunicatie voor contact met collega's, zakenpartners of klanten, die soms wel vanuit kantoren werken. De coronapandemie en de bijhorende lockdowns waren een versneller van dit thuiswerken. 

## Geschiedenis

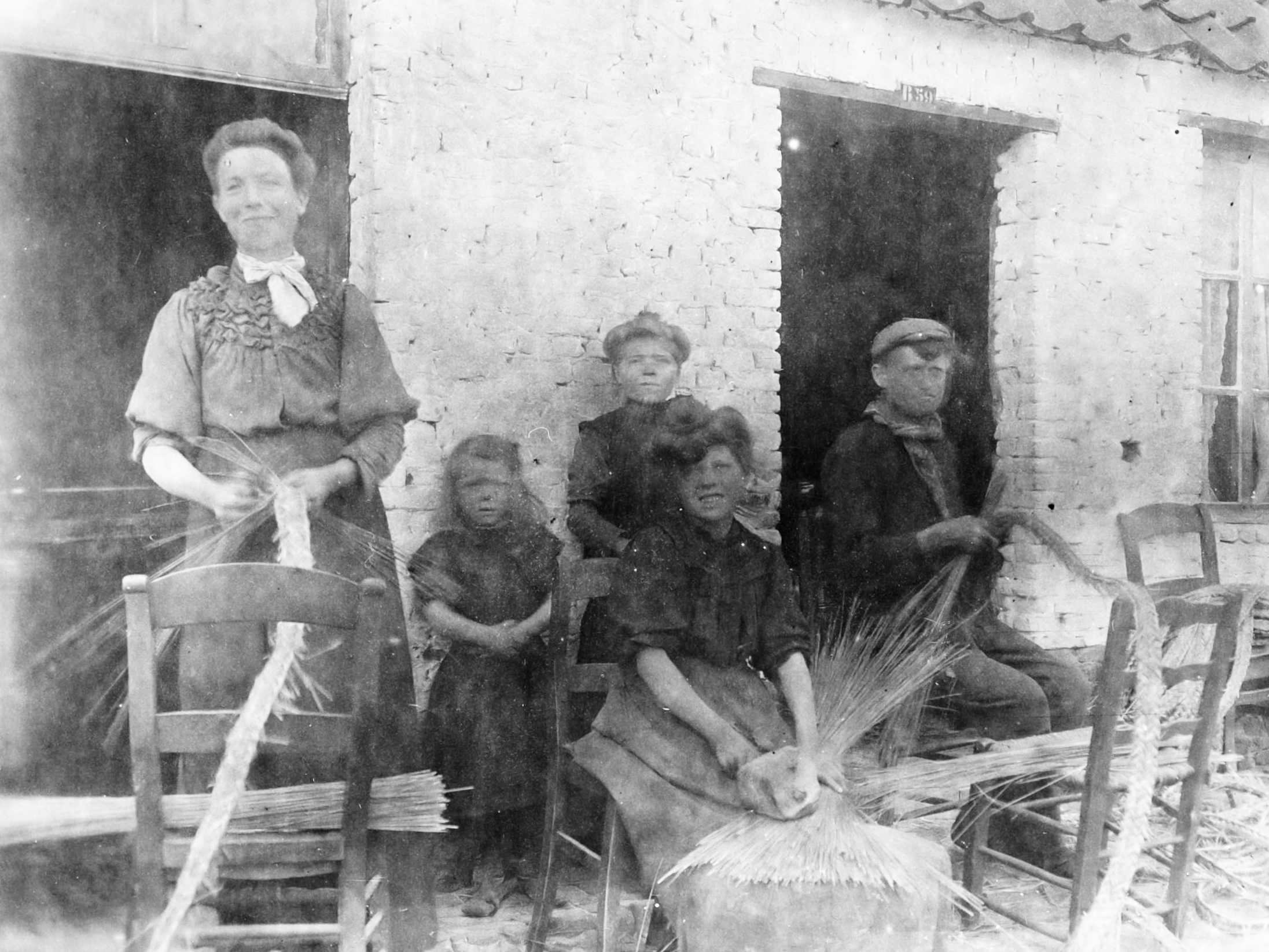
Rietvlechters aan het werk

Huisnijverheid werd oorspronkelijk bedreven om te voorzien in eigen behoefte, waarbij men kan denken aan het onderhouden van de moestuin of het naaien van kleren. Het kon echter ook zijn dat men met een bepaalde productie de eigen behoefte oversteeg en het overschot ruilde met de buren voor weer andere goederen. Reeds in de late middeleeuwen bestond het thuiswerken in de lakennijverheid, in de streek van Ieper tot Oudenaarde maar ook rond Leiden. De boeren die zich een weefgetouw konden veroorloven (soms op afbetaling) werkten vooral in de winter voor de lakenhandelaar of tapijtenfabrikant. Het loon van de thuisarbeiders werd per stuk berekend, zodat zij afhankelijk waren van de marktprijs, wat soms tot grote misbruiken leidde.
Uiteindelijk kon hieruit marktgerichte productie ontstaan, bijvoorbeeld als men de gerede producten verkocht aan een koopman. Een volgende stap was dat men ging produceren in opdracht van de koopman, die dan een fabrikeur of commissionair werd genoemd en waarbij men vaak ook de grondstoffen of halffabricaten kocht.
Geleidelijk leidden deze ontwikkelingen tot de concentratie van werkzaamheden in speciaal daartoe ingerichte gebouwen, die fabriekshuizen werden genoemd. Deze vormden de voorlopers van de latere fabrieken.

## Aanleiding voor huisnijverheid
Huisnijverheid kon geschieden vanwege:
- Armoede, wanneer het landbouwbedrijf onvoldoende opbracht om in het levensonderhoud te voorzien,
- Aanwezigheid van een overschot aan grondstoffen,
- Seizoensinvloeden, waardoor er in de wintermaanden een overvloed aan tijd bestond,
- De aanwezigheid van geschikte natuurlijke hulpbronnen, zoals schoon water,
- Regionale specialisatie, gegroeid door een samenloop van bovengenoemde omstandigheden en historisch gegroeide ervaring

## Voor- en nadelen van huisnijverheid
Voordelen van huisnijverheid zijn:
- Men hoefde niet van huis weg,
- Men had een zekere band met het werk.
- Het zorgde voor een inkomen

Nadelen van huisnijverheid zijn:
- De hinder van het werk, zoals stof en stank en het vrijkomen van gevaarlijke stoffen, trof het hele gezin en er was geen ontsnapping aan mogelijk,
- Het werk was vaak geestdodend en eentonig, en de werkhouding ongezond,
- Vaak moest het gehele gezin meehelpen en lange werktijden maken,
- Alle risico's lagen bij de huisarbeiders,
- Kapitaalintensieve productie kon niet tot ontwikkeling komen.

De komst van de fabriek maakte het mogelijk om de huiselijke leefomstandigheden aanzienlijk te verbeteren, maar daar stond tegenover dat de fabrieksarbeiders gedurende langere tijd van huis waren.